# Robert Brousse
Robert Antoine Louis Brousse (* 23. Februar 1929 in Meymac, Département Corrèze; † 12. März 2010 in Antony, Département Hauts-de-Seine) war ein französischer Geologe, Petrograph und Vulkanologe.

## Leben
Brousse wuchs in La Bourboule, in der Nähe des Massifs der Monts Dore, auf. Er reiste regelmäßig nach Bourganeuf, wo seine spätere Frau Paulette Gaury herstammte, die er 1944 auf dem Gipfel des Puy de Dôme kennengelernt hatte. Er besuchte die Ecole normale d’instituteurs in Clermont-Ferrand. Aufgrund seiner hervorragenden Abschlussergebnisse konnte er eine Vorbereitungsklasse am Lycée Chaptal in Paris besuchen, um an der renommierten École normale supérieure in Saint-Cloud aufgenommen zu werden, wo er die Agrégation bestand. 1954 holte ihn Jean Jung als Assistent an die Sorbonne, wo er 1960 seine Dissertation mit dem Titel Minéralogie et pétrographie des roches volcaniques du Massif du Mont-Dore (Auvergne) über die Geologie und Petrographie des Monts-Dore-Massivs verteidigte. 1962 wurde er mit seiner Berufung an die Universität von Paris in Orsay einer der jüngsten Universitätsprofessoren, die bis dahin in Frankreich eingestellt wurden. Dort baute er das Labor für Petrographie und Vulkanologie auf, das mit den damals modernsten Analysetechniken wie Röntgenstrahlen, Mikrosonde, Massenspektrografie u. a. m. ausgestattet war.
Er bildete zahlreiche Doktoranden aus und unterrichtete Magmatismus, die Teilschmelze des oberen Mantels, die Entstehung der Basalte, die Magmakammer und die Differenzierung durch fraktionierte Kristallisation. Sein Band über Petrologie (Eruptionen, Metamorphismus und Sedimentologie), der in der Trilogie Précis de géologie im Verlag Dunod in Zusammenarbeit mit Jean Aubouin und Jean-Pierre Lehman herausgegeben wurde, blieb lange Zeit eine Referenz.
Brousse unternahm Exkursionen nach Afrika (z. B. Kamerun), Amerika (z. B. Chile), nach Französisch-Polynesien, nach Mitteleuropa, in den Iran und nach Norwegen.
1972 eröffnete der damalige französische Staatspräsident Georges Pompidou im Château Saint-Étienne in Aurillac eine Ausstellung über Vulkanismus, in der auch die Arbeiten von Brousse präsentiert wurden.
Im Juli 1976 begleitete er Haroun Tazieff nach Guadeloupe, wo sie den Ausbruch des Vulkans Soufrière beobachteten.
Als anerkannter Spezialist im Bereich der Geologie war er ein Fachmann, der von Archäologen, Prähistorikern und Konservatoren von Nationalmuseen als Berater aufgesucht wurde, unter anderem wegen seiner Expertise in Bezug auf Objekte und Gesteine.
1994 ging Brousse in den Ruhestand.